# 兵庫県立甲山森林公園
兵庫県立甲山森林公園（ひょうごけんりつかぶとやましんりんこうえん）は、兵庫県西宮市にある公園。
六甲山地の東、甲山南東麓と西麓に広がる都市公園である。面積83haの90%が森林に覆われている。

## 概要
1970年（昭和45年）11月10日に開園した都市公園（広域公園）で、六甲山の東、甲山（標高309.4メートル）の大部分とその山麓に広がる森林公園、広さは83ヘクタールある。
園内には、パークセンター（管理棟、ビジター棟）、レストハウス、シンボルゾーン、屋外ステージ、展望台、甲山自然観察池、体力作りコースなどや駐車場、トイレが整備されており、ハイキング、ジョギング、バードウォッチングなど自然豊かな環境の中で、小さな子どもから高齢者まで利用が可能。また、甲山登山の起点にもなっている。1984年（昭和59年）に「兵庫森林浴50選」に、 1989年（平成元年）7月「日本の都市公園100選」に、 1999年（平成11年）7月には、「阪神・淡路百名所」に選定されている。

### 年表
- 1970年（昭和45年）11月10日 - 開園[2]
- 1984年（昭和59年）10月 - 「兵庫森林浴50選」に選定される[3]
- 1989年（平成元年）7月 - 「日本の都市公園100選」に選定される
- 1999年（平成11年）7月 - 「阪神・淡路百名所」に選定される
- 2018年（平成30年）11月4日 - リニューアル（パークセンター建て替え、園路の整備、第5駐車場新設）[4][5]

## 施設

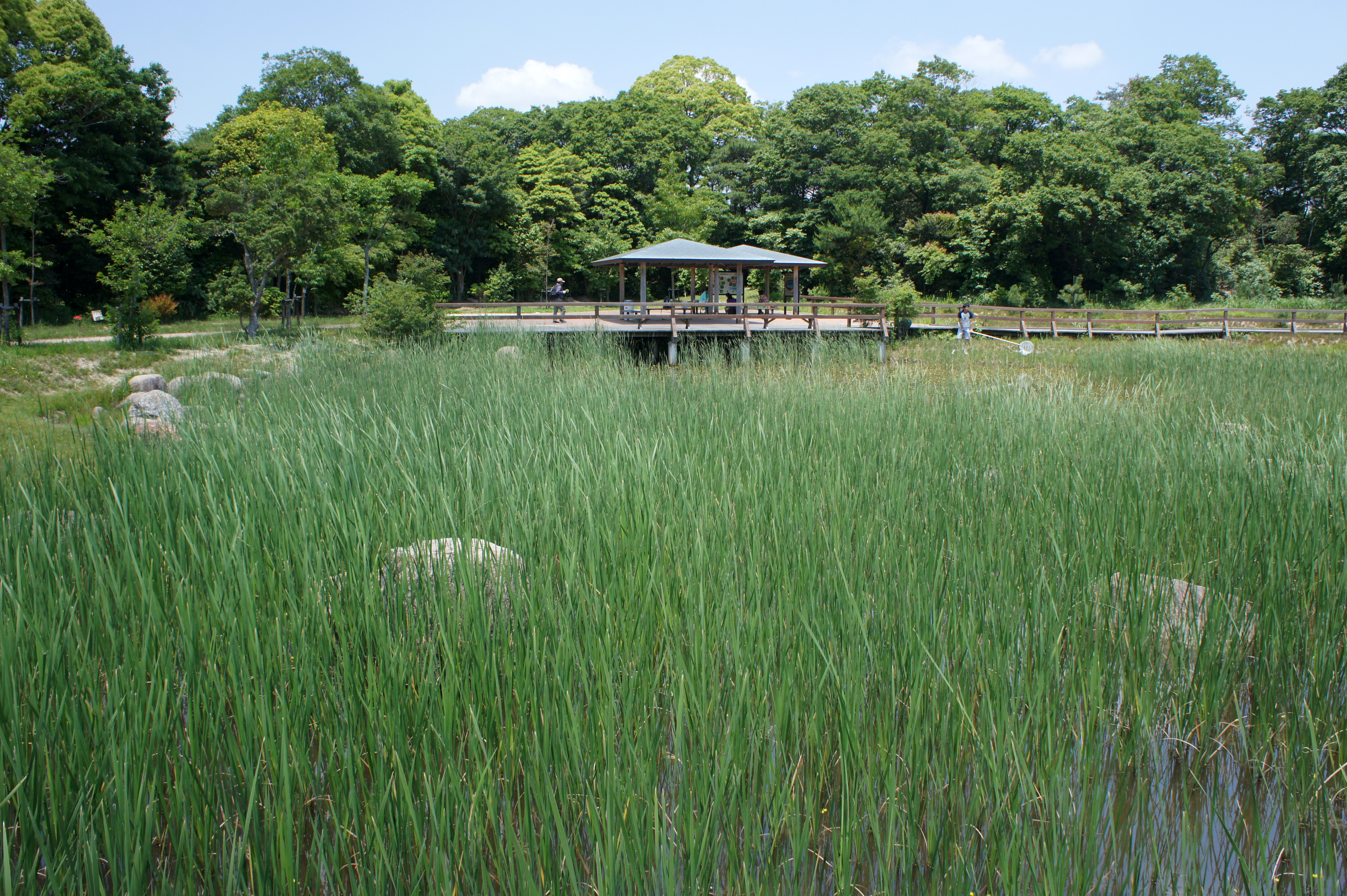
甲山自然観察池
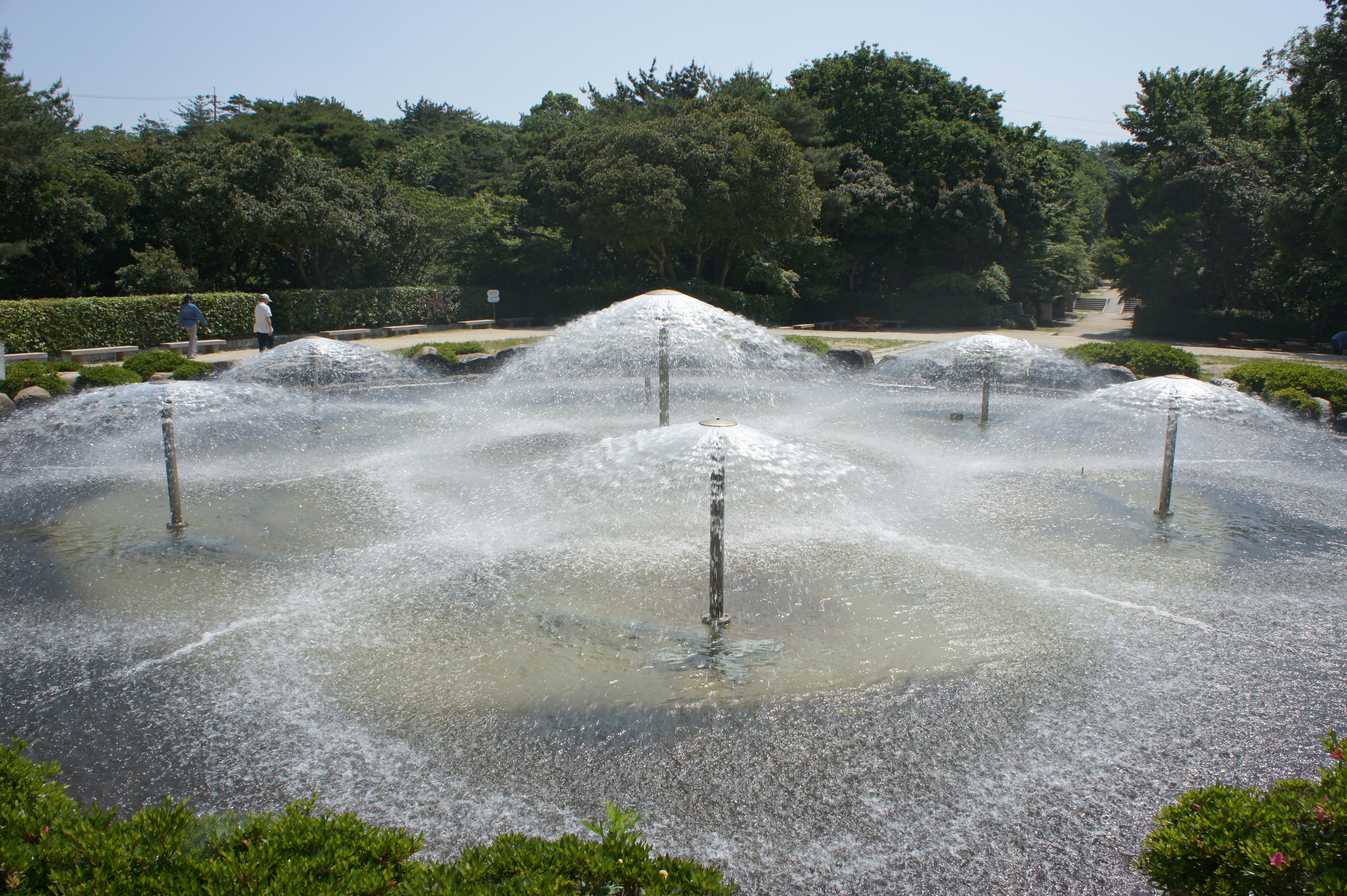
笠形噴水
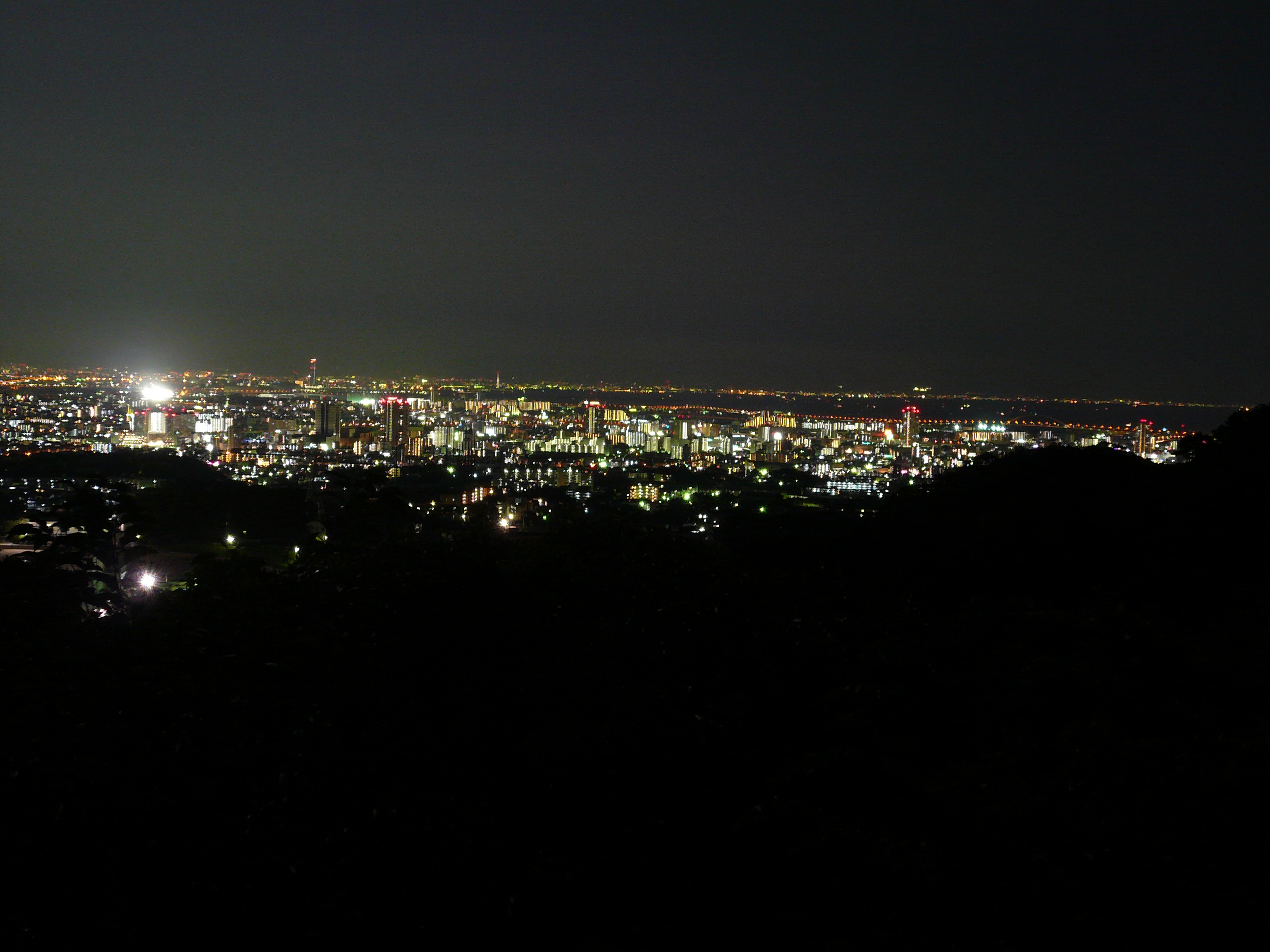
展望台から大阪湾方面への眺望

- シンボルゾーン 
  - 記念碑広場
  - 彫刻「愛の像」新谷秀夫[6]
  - 笠形噴水
  - クスノキ並木等
  - 彫刻の道（彫刻作品14体が並ぶ）
    - 「指向」　斉藤正親）
    - 「スカイ」　北野正治
    - 「山の伝説」　丹下寿一
    - 「二つの台形」　井上直
    - 「群鳥」　新谷秀夫
    - 「胎像」　谷井信市
    - 「トンボ」　田中昇
    - 「嶽」　竹内巌
    - 「裸婦」　山口昌俔
    - 「メビウスだけど」　田中薫
    - 「蛾」　新谷英子
    - 「過密な箱」　広島照道
    - 「緑の狩人」　鹿間厚次郎
    - 「鳥と甲冑」　桂修

  - レストハウス
- 野外ステージ （1,000名収容）
- 自由広場 2ヶ所
- 芝生広場 3ヶ所
- 修景池（みくるま池） 0.2ha
- 甲山なかよし池
- 休憩広場 4ヶ所
- 健康運動広場 1ヶ所
- 県民の森
- 展望台
- 甲山自然観察池
- ハイキングコース 約6km

- 甲山自然観察池
- 笠形噴水
- 展望台から大阪湾方面への眺望

## 公園データ
- 面積― 83ha
- 開園日― 1970年11月10日
- 所在地― 〒662-0001 兵庫県西宮市甲山町43

## 交通アクセス
- 阪神本線 西宮駅から阪神バス鷲林寺循環線「阪神西宮」行で30分、「県立甲山森林公園前」下車すぐ
- 阪急甲陽線 甲陽園駅より徒歩25分（1.7km）

## 周辺情報

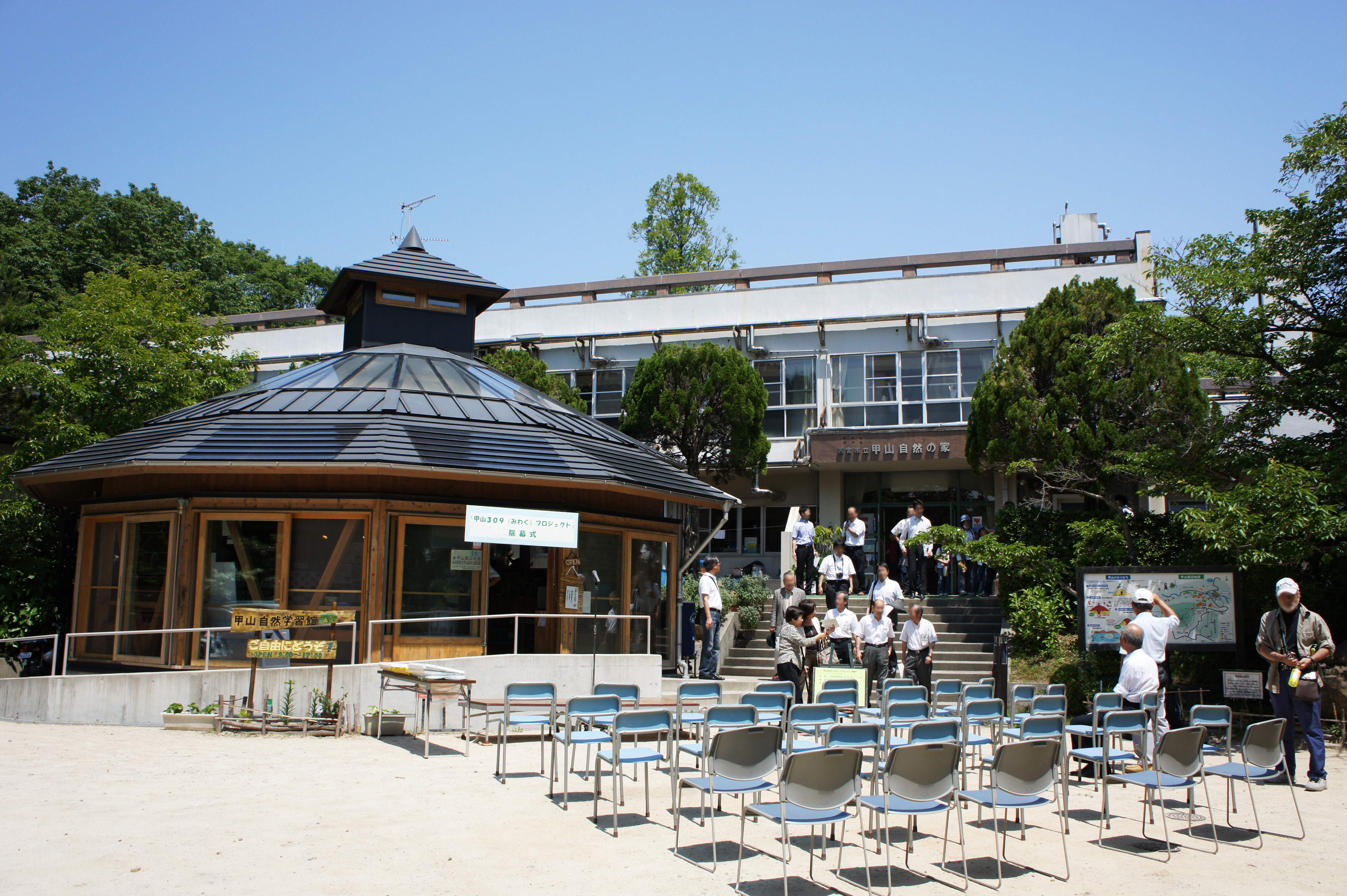
西宮市立甲山自然の家

- 甲山
- 神呪寺
- 北山貯水池
- 北山緑化植物園
- 鷲林寺
- アンネのバラの教会
- 西宮市立甲山自然環境センター[7]
  - 甲山自然の家
  - 甲山自然学習館
  - 甲山キャンプ場
  - 社家郷山キャンプ場
- 甲山湿原（甲山北東山麓）[8]